# Funt (Einheit)
Funt war die polnische Bezeichnung für das Gewicht Pfund, das im Königreich galt und einen recht einheitlichen Wert in Bezug zu anderen größeren oder kleineren Maßen hatte.
- 1 Funt = 16 Uncyi/Unzen = 32 Lutow/Lot = 128 Drachm = 384 Skrupulow = 9216 Granow = 50688 Granikow = 404 3/5 Gramm
- 25 Funt = 1 Kamien/Stein
- 100 Funt = 1 Stangiew

Das Medizinalgewicht hatte statt 16 nur 12 Uncyi/Unzen.
- 1 Funt = 12 Uncyi = 96 Drachm = 288 Skrupulow = 5760 Granow = 357,8538 Gramm